# Chlorocryptus fuscipennis
Chlorocryptus fuscipennis är en stekelart som beskrevs av Townes, Townes och Gupta 1961. Chlorocryptus fuscipennis ingår i släktet Chlorocryptus och familjen brokparasitsteklar. Inga underarter finns listade i Catalogue of Life.